# Шторово
Шторово (словен. Štorovo) — поселення в общині Блоке, Регіон Нотрансько-крашка, Словенія. Висота над рівнем моря: 789,4 м.